# Juniorvärldsmästerskapen i skidskytte 2025
Juniorvärldsmästerskapen i skidskytte 2025 arrangerades mellan den 24 februari och 5 mars 2025 i Östersund i Sverige.

## Medaljörer

### Juniorer

#### Herrar
| Gren                 | Guld                                                                 | Guld                                                      | Silver                                                        | Silver                                                    | Brons                                                                | Brons                                         |
| Distans (15 km)      | Sivert Gerhardsen · Norge                                            | 36.54,5 (0+0+0+0)                                         | Kasper Kalkenberg · Norge                                     | 38.17,1 (0+0+0+1)                                         | James Pacal · Schweiz                                                | 38.29,6 (0+0+0+0)                             |
| Sprint (10 km)       | Håvard Tosterud · Norge                                              | 26.33,6 (0+0)                                             | Jakub Borguľa · Slovakien                                     | 27.07,0 (0+0)                                             | Petr Hák · Tjeckien                                                  | 27.11,0 (0+0)                                 |
| Masstart 60 (12 km)  | Kasper Kalkenberg · Norge                                            | 35.20,9 (1+2+0+2)                                         | Jimi Klemettinen · Finland                                    | 35.27,4 (0+1+1+1)                                         | Petr Hák · Tjeckien                                                  | 35.53,8 (1+0+2+2)                             |
| Stafett (4 × 7,5 km) | NorgeAndreas Aas Sivert Gerhardsen Håvard Tosterud Kasper Kalkenberg | 1:20.43,0 (0+3) (0+2) (0+0) (0+1) (0+0) (0+0) (0+2) (0+2) | TysklandLinus Kesper Fabian Kaskel Elias Seidl Leonhard Pfund | 1:21.02,5 (0+1) (0+0) (0+0) (0+0) (0+0) (0+3) (0+1) (0+1) | PolenJakub Potoniec Grzegorz Galica Konrad Badacz Fabian Suchodolski | 1:22.35,2 (0+2) (0+3) (0+1) (0+1) (0+1) (0+3) |

#### Damer
| Gren               | Guld                                                                         | Guld                                                      | Silver                                                                     | Silver                                                    | Brons                                                              | Brons                                                     |
| Distans (12,5 km)  | Célia Henaff · Frankrike                                                     | 34.05,0 (0+0+0+0)                                         | Amandine Mengin · Frankrike                                                | 34.27,5 (0+0+0+1)                                         | Fabiana Carpella · Italien                                         | 35.10,6 (0+0+0+1)                                         |
| Sprint (7,5 km)    | Anna Andexer · Österrike                                                     | 22.22,0 (0+1)                                             | Sara Andersson · Sverige                                                   | 22.30,9 (0+1)                                             | Amandine Mengin · Frankrike                                        | 22.52,7 (0+1)                                             |
| Masstart 60 (9 km) | Sara Andersson · Sverige                                                     | 28.33,0 (2+0+2+0)                                         | Anaëlle Bondoux · Frankrike                                                | 28.45,5 (2+0+0+0)                                         | Oleksandra Merkusjyna · Ukraina                                    | 28.50,2 (2+0+0+1)                                         |
| Stafett (4 × 6 km) | FrankrikeCélia Henaff Voldiya Galmace-Paulin Anaëlle Bondoux Amandine Mengin | 1:15.12,4 (0+3) (0+1) (0+0) (0+1) (0+0) (0+3) (0+3) (0+2) | TysklandCharlotte Gallbronner Lea Zimmermann Alma Siegismund Lotta De Buhr | 1:16.19,2 (0+0) (1+3) (0+0) (0+0) (0+2) (1+3) (0+2) (0+3) | NorgeAnn Kristin Aaland Siri Skar Guro Ytterhus Silje Berg-Knutsen | 1:16.31,6 (0+1) (0+1) (0+0) (0+2) (0+1) (2+3) (0+1) (1+3) |

#### Mixed
| Gren               | Guld                                                             | Guld                              | Silver                                                                    | Silver                                                    | Brons                                                            | Brons                                                     |
| Stafett (4 × 6 km) | TysklandAlma Siegismund Lotta De Buhr Fabian Kaskel Linus Kesper | 1:12.01,2 (0+2) (0+1) (0+1) (0+1) | FrankrikeVoldiya Galmace Paulin Amandine Mengin Gaëtan Paturel Edgar Geny | 1:12.18,1 (1+3) (0+1) (0+1) (0+0) (3+3) (0+2) (0+1) (0+2) | ÖsterrikeWilma Anhaus Anna Andexer Thomas Marchl Fabian Müllauer | 1:12.19,7 (0+0) (0+3) (0+0) (0+0) (0+2) (0+1) (0+1) (0+3) |

### Ungdomar

#### Herrar
| Gren                 | Guld                                                          | Guld                                          | Silver                                            | Silver                                        | Brons                                                | Brons                             |
| Distans (12,5 km)    | Antonin Guy · Frankrike                                       | 33.51,9 (0+0+0+1)                             | Grzegorz Galica · Polen                           | 33.56,4 (0+1+0+1)                             | Léo Carlier · Frankrike                              | 34.01,3 (2+0+0+0)                 |
| Sprint (7,5 km)      | Lukas Tannheimer · Tyskland                                   | 18.56,3 (0+1)                                 | Léo Carlier · Frankrike                           | 19.11,1 (0+1)                                 | Tov Røysland · Norge                                 | 19.13,4 (0+0)                     |
| Masstart 60 (12 km)  | Léo Carlier · Frankrike                                       | 35.52,2 (2+0+1+1)                             | Antonin Guy · Frankrike                           | 36.12,6 (0+0+3+3)                             | Camille Grataloup-Manissolle · Frankrike             | 36.25,5 (1+1+2+2)                 |
| Stafett (3 × 7,5 km) | FrankrikeCamille Grataloup-Manissolle Antonin Guy Léo Carlier | 1:02.04,1 (0+0) (0+3) (0+0) (0+1) (0+0) (0+2) | TysklandLuca Anding Lukas Tannheimer Korbi Kübler | 1:02.39,7 (0+0) (0+2) (0+1) (0+3) (0+0) (0+2) | TjeckienJakub Bouška František Jelínek Michael Málek | 1:04.29,1 (0+1) (0+3) (0+1) (0+0) |

#### Damer
| Gren               | Guld                                               | Guld                                          | Silver                                     | Silver                                        | Brons                                                          | Brons                                         |
| Distans (10 km)    | Ilona Plecháčová · Tjeckien                        | 34.16,5 (1+1+1+0)                             | Carlotta Gautero · Italien                 | 35.04,0 (0+0+0+2)                             | Manca Caserman · Slovenien                                     | 35.11,4 (0+1+1+1)                             |
| Sprint (6 km)      | Martine Skog · Norge                               | 19.07,1 (0+0)                                 | Louise Roguet · Frankrike                  | 19.24,6 (1+0)                                 | Ilona Plecháčová · Tjeckien                                    | 19.32,9 (1+1)                                 |
| Masstart 60 (9 km) | Louise Roguet · Frankrike                          | 27.39,1 (0+1+0+1)                             | Lena Siegmund · Tyskland                   | 27.47,9 (1+0+0+0)                             | Ilona Plecháčová · Tjeckien                                    | 27.48,3 (1+2+0+0)                             |
| Stafett (3 × 6 km) | TysklandMelina Gaupp Sydney Wüstling Lena Siegmund | 1:03.24,2 (1+3) (0+1) (0+0) (0+1) (0+1) (0+1) | Norge Sara Tronrud Bjørg Eide Martine Skog | 1:03.45,0 (0+1) (0+3) (0+1) (0+1) (0+0) (0+3) | Italien Nayeli Mariotti Cavagnet Gaia Condolo Carlotta Gautero | 1:04.01,5 (0+0) (0+2) (0+0) (0+1) (0+0) (0+3) |

#### Mixed
| Gren               | Guld                                                    | Guld                                                      | Silver                                                           | Silver                                                    | Brons                                                                        | Brons                                         |
| Stafett (4 × 6 km) | NorgeMartine Skog Bjørg Eide Tov Røysland Leo Gundersen | 1:13.44,4 (0+1) (0+1) (0+0) (0+2) (0+2) (0+1) (0+0) (0+2) | TysklandLena Siegmund Melina Gaupp Lukas Tannheimer Korbi Kübler | 1:14.10,3 (0+1) (0+1) (0+1) (2+3) (0+0) (1+3) (0+0) (0+1) | FrankrikeLouise Roguet Lola Bugeaud Camille Grataloup-Manissolle Leo Carlier | 1:14.34,1 (0+3) (0+1) (0+0) (0+2) (0+2) (0+1) |

## Medaljtabell
*   Värdland ( Sverige)
| Nr                   | Nation               | Guld | Silver | Brons | Totalt |
| -------------------- | -------------------- | ---- | ------ | ----- | ------ |
| 1                    | Frankrike            | 6    | 6      | 4     | 16     |
| 2                    | Norge                | 6    | 2      | 2     | 10     |
| 3                    | Tyskland             | 3    | 5      | 0     | 8      |
| 4                    | Sverige*             | 1    | 1      | 0     | 2      |
| 5                    | Tjeckien             | 1    | 0      | 5     | 6      |
| 6                    | Österrike            | 1    | 0      | 1     | 2      |
| 7                    | Italien              | 0    | 1      | 2     | 3      |
| 8                    | Polen                | 0    | 1      | 1     | 2      |
| 9                    | Finland              | 0    | 1      | 0     | 1      |
| 9                    | Slovakien            | 0    | 1      | 0     | 1      |
| 11                   | Schweiz              | 0    | 0      | 1     | 1      |
| 11                   | Slovenien            | 0    | 0      | 1     | 1      |
| 11                   | Ukraina              | 0    | 0      | 1     | 1      |
| Totalt (13 nationer) | Totalt (13 nationer) | 18   | 18     | 18    | 54     |